# Eremopyrgus
Eremopyrgus is een geslacht van weekdieren uit de klasse van de Gastropoda (slakken).

## Soorten
- Eremopyrgus eganensis Hershler, 1999
- Eremopyrgus elegans Hershler, Liu & Lande, 2002